# Tour résidence Lalić
La tour résidence Lalić est située en Bosnie-Herzégovine, sur le territoire de la ville de Ljubuški et dans la municipalité de Ljubuški. Construite en 1774, elle est inscrite sur la liste des monuments nationaux de Bosnie-Herzégovine.